# Bodo Heimeshoff
Bodo Heimeshoff (* 8. März 1926 in Hannover; † 23. März 2020) war ein deutscher Bauingenieur. Ab 1970 war er ordentlicher Professor für Baukonstruktion und Holzbau an der Technischen Universität München.

## Leben
Bodo Heimeshoff studierte nach Schulbesuch, Arbeitsdienst, Wehrdienst, Kriegsgefangenschaft und Maurerlehre Bauingenieurwesen an der Staatsbauschule Nienburg. Nach Tätigkeit als Tragwerksplaner folgte ein Bauingenieurstudium an der TH Hannover. Von 1959 bis 1970 war er wissenschaftlicher Assistent und Oberingenieur am Lehrstuhl für Bautechnik und Holzbau der TU Hannover, wo er 1966 promoviert und 1969 habilitiert wurde.
Von 1970 bis zu seiner Emeritierung 1991 hatte er den Lehrstuhl für Holzbau und Baukonstruktion der TU München inne. Er lebte im oberbayerische Krailling, war Leiter des Labors für den konstruktiven Ingenieurbau und als Gutachter, Prüfingenieur und Leiter vieler Ausschüsse engagiert. Er war Vorsitzender der Normenausschüsse DIN 1052 Holzbauwerke und DIN 1074 Holzbrücken und Obmann des Sachverständigenausschusses Holzbau und Holzwerkstoffe des Deutschen Instituts für Bautechnik (DIBt). Er galt als Experte für den Holzbau in Deutschland.

## Schriften
- Über die elastische Stabilität des rhombisch-anisotropen Kontinuums bei Druckbeanspruchung, Hannover 1966
- Elastizitätstheorie nichtlinear-elastischer anisotroper Kontinua, Hannover 1969
- mit Elmar Krabbe: Brücken, Arbeitsgemeinschaft Holz Düsseldorf 1977
- Zimmermannsmässige Holzverbindungen, Deutsche Gesellschaft für Holzforschung. Entwicklungsgemeinschaft Holzbau 1988

## Ehrungen
- Robert Spengler (Hrsg.), Augustus Addae-Mensah (Autor): Baukonstruktion und Holzbau. Beiträge aus Lehre und Forschung; Bodo Heimeshoff zum 60. Geburtstag, Spengler München 1986